# 000
Cet article possède des paronymes, voir OOO et Matricule triple zéro.
Le 000, prononcé « triple-0 », est le numéro d'urgence et de secours australien. Il peut être composé à partir de n'importe quel téléphone, débloqué ou non et depuis une cabine téléphonique.